# Sous-district de Chengqu (Lingwu)
Le sous-district de Chengqu (chinois : 城区街道 ; pinyin : chéngqū jiēdào) est un sous-district et le centre administratif de la ville-district de Lingwu, de la ville-préfecture de Yinchuan dans la région autonome Hui du Ningxia, en Chine. Le sous-district compte 53 863 habitants.

## Géographie

### Communes limitrophes
|  |                          |  |
|  | Sous-district de Chengdu |  |
|  |                          |  |

### Géologie et relief
L'altitude du sous-district est de 65 m (soit 213 pieds).

### Hydrographie
Au sud de la commune, le bassin de la rivière Kushui (苦水河水系) afflue le bassin principal du fleuve jaune (黄河干流水系). Au nord-est, il y a un lac.

### Voies de communications et transports
Pour la route, l'autoroute S3, G69 passe à l'ouest du sous-district ainsi que  la G6 G70 encore plus à l'ouest et la S12, G2012 passe à l'est. Les routes G307 et S203 passe quant à elles dans le village.
La gare de Guoyuan (果园站), est une gare ferroviaire située à l'est de la ville.
L'aérodrome Yinchuan-Xihuayuan (zh) (银川西花园机场) est situé dans la communauté de quartier de Ninghualu (chinois : 宁华路街道), au nord du quartier de Chengqu.

## Population et société

### Enseignement
Il y a des lieux d'enseignement nommé 灵武市第一中学 dans le sud-est du sous-district, un autre 灵武市第四小学 dans le centre, un autre 灵武市第三小学 dans le nord, et un dernier dans le nord-est qui se nomme 灵武市第三中学.

### Culture

#### Religion
L'Islam est pratiqué dans le sous-district car deux mosquées y sont présentes. Un lieu de prière taoïste est également présent dans le nord.